# Pathuitz
Pathuitz es una localidad del municipio de Larráinzar ubicado en la región de Los Altos del estado mexicano de Chiapas.

## Geografía
La localidad de Pathuitz se sitúa en las coordenadas geográficas 16°51′37″N 92°45′32″O / 16.860278, -92.758889, a una elevación de 2,284 metros sobre el nivel del mar.

## Demografía
Según el Censo de Población y Vivienda 2020, efectuado por el Instituto Nacional de Estadística y Geografía, la localidad de Pathuitz tiene 241 habitantes, de los cuales 136 son del sexo masculino y 105 del sexo femenino. Su tasa de fecundidad es de 3.44 hijos por mujer y tiene 43 viviendas particulares habitadas.
| Gráfica de evolución demográfica de Pathuitz entre 2010 y 2020 |
|                                                                |
| INEGI.                                                         |